# Liste der Naturdenkmale in Herschbach
Die Liste der Naturdenkmale in Herschbach nennt die im Gemeindegebiet von Herschbach ausgewiesenen Naturdenkmale (Stand 13. Juni 2024).

## Ehemalige Naturdenkmale
| Nr. | Bezeichnung              | Lage                                                                | Beschreibung                                                    | Bild                                    |
| --- | ------------------------ | ------------------------------------------------------------------- | --------------------------------------------------------------- | --------------------------------------- |
|     | Sommerlinde              | Heinrich-Te-Poel-Straße, gegenüber Nr. 9 Lage                       | Tilia platyphyllos; Rechtsverordnung vor 2009 aufgehoben        | Direkt Bild zu diesem Denkmal hochladen |
|     | Drei Linden an der B 413 | südwestlich des Ortes an der B 413; Abteilung Vor Steineseifen Lage | Tilia cordata, drei Bäume; Rechtsverordnung vor 2009 aufgehoben | Direkt Bild zu diesem Denkmal hochladen |